# Lidia Pavlovna Skoblikova
Lidia Pavlovna Skoblikova (în rusă Лидия Павловна Скобликова; n. 8 martie 1939, Zlatoust, Celiabinsk, Federația Rusă) este o fostă patinatoare rusă. Cu cele 6 medalii de aur olimpice câștigate la proba de patinaj viteză este până în prezent una dintre cele mai bune patinatoare din lume. La Jocurile Olimpice de iarnă din 1960 ea câștigă medalia de aur în Squaw Valley, comitatul Placer, California pe distanța de 1500 și 3000 m. Patru ani mai târziu Lidia a Jocurile Olimpice de iarnă din Innsbruck stabilește 3 recorduri mondiale și câștigă medalia de aur pe distanța de 500, 1000, 1500 și 3000 m. La Jocurile Olimpice de iarnă din Grenoble, n-a mai câștigat nici o medalie, iar în 1969 se va retrage din viața sportivă.